# John Holt
Pour les articles homonymes, voir John Holt (homonymie).
John Holt est un chanteur de reggae jamaïcain né le 11 juillet 1947 à Kingston et mort le 19 octobre 2014 à Londres. 

## Biographie
Winston Kenneth Holt nait à Greenwich Farm en juillet 1947, et comme de nombreux gamins de ce ghetto de Kingston, il commence à chanter et participe à de nombreux concours de chant. À l'âge de 16 ans, il enregistre sa première chanson pour le producteur Leslie Kong sous le nom de "Johnny Holt". Deux ans plus tard, en 1964 il forme The Blinders, avec ses acolytes Keith Anderson (alias Bob Andy), Garth "Tyrone" Evans et Junior Menz. Le quatuor change de nom pour celui de The Paragons et après le départ de Bob Andy, John Holt devient le leader du groupe. Dans une interview pour Kool 97 FM, Jackie Jackson avec Paul Douglas et Radcliffe "Dougie" Bryan ont été interrogés sur les nombreux enregistrements qu'ils ont fait ensemble comme la section rythmique pour Treasure Isle Records. John Holt et The Paragons ont été interviewés sur leur travail et les chansons suivantes : “Only A Smile”, “Wear You To The Ball”, “Ali Baba”, “I’ve Got To Get Away”, et “You Mean The World To Me”.
Deux des titres les plus connus sont The Tide Is High, écrit par John Holt et repris plus tard par le groupe de pop américain Blondie puis le girl group anglais Atomic Kitten, et Wear you to the ball, repris en version toastée par le deejay U Roy.
En 1970, John Holt quitte les Paragons pour continuer sa carrière uniquement en solo. Son album le plus connu est probablement la compilation de reprise 1000 volts of Holt.
Son titre Ok Fred, fut repris avec succès par Errol Dunkley en 1979.
C'est vers la fin des années 1970 qu'il a commencé à enregistrer des titres dans le style lovers rock.

## Discographie

### Albums
Classés par années d'enregistrement
- 1970 - A Love I Can Feel
- 1971 - Holt
- 1971 - Still In Chains
- 1971-72 - Still In Chains & Holt ... Plus
- 1972 - Greatest Hits
- 1972 - OK Fred
- 1972 - Pledging My Love
- 1973 - The Further You Look
- 1973 - Time Is The Master
- 1973-74 - The Further You Look + Dusty Roads
- 1974 - Dusty Roads
- 1976 - Up Park Camp
- 1977 - Channel One Presents The Magnificent John Holt
- 1977 - Roots Of Holt
- 1977 - Showcase
- 1978 - Holt Goes Disco
- 1978 - In Demand
- 1978 - Let It Go On
- 1978 - Super Star
- 1978 - The Impressable John Holt
- 197X - World Of Love
- 197X-9X - Red, Green And Golden Hits
- 1980 - A1 Disco Showcase
- 1980 - Introspective
- 1980 - My Desire
- 1982 - Gold
- 1982 - Just The Two Of Us
- 1982 - Police In Helicopter
- 1982 - Sweetie Come Brush Me
- 1984 - For Lovers And Dancers
- 1985 - Wild Fire (Brown & Holt)
- 1985 - Vibes

### Compilations
- 1967-72 - 1000 Volts Of Holt
- 1981 - 20 Golden Love Songs
- 1973-77 - 2000 & 3000 Volts Of Holts
- 1976 - 2000 Volts Of Holt
- 1977 - 3000 Volts Of Holt
- 1970-77 - Can't Keep Us Apart
- 197X-8X - Gold
- 1968-86 - Help Me Make It Through The Night
- 196X-8X - His Story
- 197X - Hit List
- I Can't Get You Off My Mind
- 1968-73 - John Holt Like A Bolt
- 197X - Kiss & Say Goodbye
- 197X - Love Songs
- 1968-74 - Memories By The Score
- 1979-83 - Sweetie Come Brush Me
- 1970-76 - The Prime Of John Holt
- 1962-79 - The Tide Is High
- 1970-73 - Tonight At Treasure Isle
- 1977 - Treasure Of Love